# Lucas Eriksson
Lucas Eriksson (* 10. April 1996 in Gånghester) ist ein schwedischer Radrennfahrer.

## Sportlicher Werdegang
Als Junior machte Eriksson durch mehrere gute Platzierungen mit der Nationalmannschaft auf sich aufmerksam, unter anderen gewann er eine Etappe des Course de la Paix Juniors. Nach dem Wechsel in die U23 war er für zwei Jahre Mitglied im schwedischen UCI Continental Team Team Tre Berg-Bianchi und ein weiteres Jahr in der SEG Racing Academy, ohne zählbare Ergebnisse aufzuweisen.
2018 kehrte er zu den Amateuren zurück. Mit dem Gewinn der Schwedischen Meisterschaften im Straßenrennen und dem fünften Platz im U23-Rennen bei den UEC-Straßen-Europameisterschaften 2018 empfahl er sich jedoch für einen neuen Vertrag. 2019 wurde er Mitglied im Riwal Cycling Team, bei den nationalen Meisterschaften 2019 konnte er seinen Titel im Straßenrennen verteidigen.
In der Saison 2021 erzielte er seinen ersten Erfolg auf der UCI Europe Tour, als er die erste Etappe des Circuit des Ardennes gewann und die Führung in der Gesamtwertung bis zum Ende der Rundfahrt verteidigen konnte. 2022 wurde er erneut nationaler Meister im Straßenrennen, international sicherte er sich erneut die Gesamtwertung beim Circuit des Ardennes sowie bei Kreiz Breizh Elites.
Zur Saison 2023 wechselte Eriksson in das Tudor Pro Cycling Team, das erstmals als UCI ProTeam lizenziert wurde. Im Juni 2023 sicherte er sich zum dritten Mal den nationalen Titel im Straßenrennen.

## Erfolge
2013
- Bergwertung Trofeo Karlsberg

2014
- eine Etappe Course de la Paix Juniors
- Bergwertung Grand Prix Général Patton

2018
- Schwedischer Meister – Straßenrennen

2019
- Schwedischer Meister – Straßenrennen

2021
- Gesamtwertung und eine Etappe Circuit des Ardennes

2022
- Schwedischer Meister – Straßenrennen
- Gesamtwertung Circuit des Ardennes
- Gesamtwertung Kreiz Breizh Elites

2023
- Schwedischer Meister – Straßenrennen